# Karl Glockner

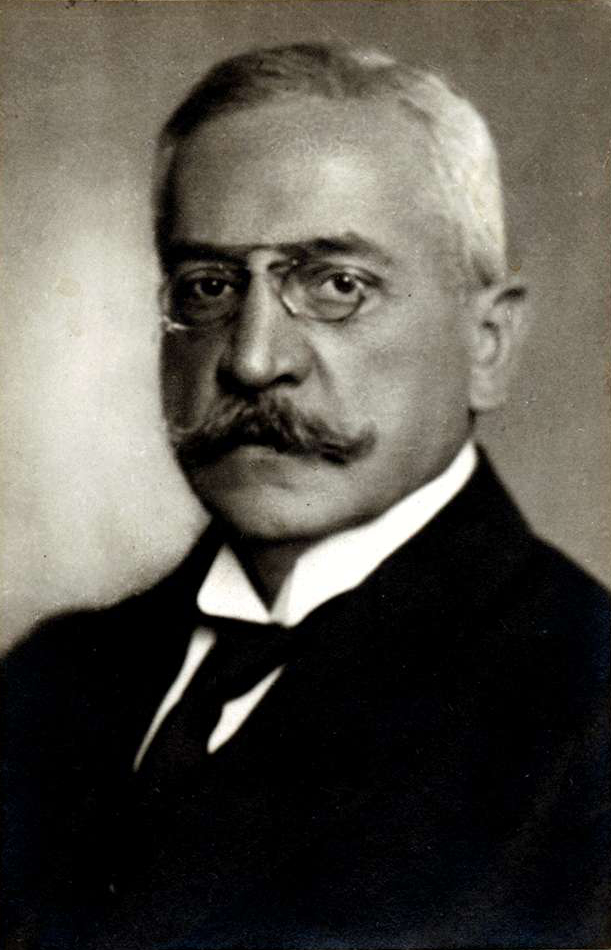
Karl Glockner

Karl Adolf Glockner  (* 10. November 1861 in Freiburg im Breisgau; † 9. Februar 1946 oder 1956 ebenda) war ein deutscher Jurist und Politiker.

## Leben
Glockner schloss 1879 das Abitur in Freiburg ab und nahm ein Studium der Rechte in Freiburg, Leipzig und Heidelberg auf. Seit 1882 gehörte er der Burschenschaft Teutonia Freiburg an. Im Jahr 1883 legte er das Erste juristische Staatsexamen ab und war Rechtspraktikant in Freiburg und Breisach. Ab 1884 war er für eineinhalb Jahre im Militärdienst. Zudem wurde er in Heidelberg zum Dr. jur. promoviert und legte 1887 das Zweite juristische Staatsexamen ab. Später wurde er im Jahr 1926 zum Dr. phil. h. c. in Freiburg im Breisgau promoviert.
Im Jahr 1888 trat Glockner als Ministerialsekretär in das Ministerium des Inneren zu Karlsruhe ein. Anschließend wurde er 1890 Amtmann beim Bezirksamt Mannheim und 1891 Oberamtmann in Breisach. In das Innenministerium kehrte er 1893 als Ministerialrat zurück. Es folgte 1902 eine Ernennung zum Geheimen Oberregierungsrat und 1906 zum Ministerialdirektor sowie 1908 zum Geheimrat 2. Klasse.
Glockner wechselte in die Gerichtsbarkeit und wurde 1913 zum Präsidenten des Badischen Verwaltungsgerichtshofs in Karlsruhe ernannt. Dadurch war er auch vom Großherzog ernanntes Mitglied der Ersten Kammer des Badischen Ständehauses.  Im Jahr 1917 erlangte er den Rang eines Staatsrates.
Er gehörte der Nationalliberalen Partei und später der Deutschen Demokratischen Partei an.
Als Mitglied der vierköpfigen Verfassungskommission war Glockner 1918/1919 maßgeblich an der Erarbeitung der badischen Verfassung beteiligt. Diesem Gremium gehörten neben den beiden damals ranghöchsten Richter Badens, dem seit Januar 1918 amtierenden Oberlandesgerichtspräsident Johann Anton Zehnter und Glockner als Verwaltungsgerichtshofpräsident, der Sozialdemokrat Eduard Dietz und Stadtrat Friedrich Weill von der Fortschrittlichen Volkspartei an.
Glockner gehörte von 1919 bis 1929 als Abgeordneter dem Landtag der Republik Baden an. Er trat 1927 in den Ruhestand und siedelte nach Freiburg über.

## Werk
- Badisches Verfassungsrecht, hrsg. von Karl Glockner, Karlsruhe 1930